# Дієго Конфалоньєрі
Дієго Конфолоньєрі  (італ. Diego Confalonieri, 11 квітня 1979) - італійський фехтувальник, олімпійський медаліст.

## Виступи на Олімпіадах
| Олімпіада  | Дисципліна           | Місце |
| ---------- | -------------------- | ----- |
| Пекін 2008 | шпага, індивідуальні | 7     |
| Пекін 2008 | шпага, командні      | 3     |